# Saison 2016 des Brewers de Milwaukee
La saison 2016 des Brewers de Milwaukee est la 48e saison en Ligue majeure de baseball pour cette franchise, sa 47e depuis son installation dans la ville de Milwaukee, et sa 19e depuis son passage de la Ligue américaine à la Ligue nationale.

## Contexte
En 2015, les Brewers ne se remettent pas d'un faux départ menant au remplacement du gérant Ron Roenicke par Craig Counsell, et terminent au quatrième rang sur 5 équipes dans la division Centrale de la Ligue nationale avec 68 victoires et 94 défaites. Ils perdent 14 matchs de plus qu'en 2014 pour leur deuxième fiche perdante en 3 saisons. Les Brewers effectuent également des changements au deuxième étage alors que Doug Melvin quitte le poste de directeur général qu'il occupait depuis 13 ans, son successeur David Stearns lançant un processus de reconstruction et de rajeunissement de l'équipe,.

## Intersaison
Les Brewers amorcent avant la date limite des échanges de 2015 une reconstruction de leur effectif. De la fin juillet 2015 à la fin janvier 2016, le directeur général Doug Melvin puis son successeur David Stearns, qui le remplace en septembre, effectuent 8 échanges dans lesquels les Brewers, pour 9 de leurs joueurs établis, reçoivent un contingent de joueurs d'avenir : ainsi quittent Milwaukee durant cette période les Aramis Ramírez, Carlos Gómez, Mike Fiers, Jonathan Broxton, Gerardo Parra, Francisco Rodríguez, Adam Lind, Jason Rogers et Jean Segura. Après la saison 2015, le releveur droitier étoile Rodríguez est transféré aux Tigers de Détroit, le premier but Lind aux Mariners de Seattle, le jeune Rogers aux Pirates de Pittsburgh et Segura aux Diamondbacks de l'Arizona.

## Calendrier pré-saison
L'entraînement de printemps 2016 des Brewers se déroule du 2 mars au 2 avril.

## Saison régulière
La saison régulière de 162 matchs des Brewers débute le 4 avril par la visite à Miller Park des Giants de San Francisco et se termine le 2 octobre suivant. 

### Classement
| Ligue nationale division Centrale | V   | D  | %    | Diff. | Diff. (séries) |
| --------------------------------- | --- | -- | ---- | ----- | -------------- |
| Cubs de Chicago                   | 103 | 58 | ,640 | -     | -              |
| Cardinals de Saint-Louis          | 86  | 76 | ,531 | 17½   | 1              |
| Pirates de Pittsburgh             | 78  | 83 | ,484 | 25    | 8½             |
| Brewers de Milwaukee              | 73  | 89 | ,451 | 30½   | 14             |
| Reds de Cincinnati                | 68  | 94 | ,420 | 35½   | 19             |